# Aron Bjarnason
Aron Bjarnason (1995. október 14. –) izlandi válogatott labdarúgó, a svéd Sirius csatárja.

## Pályafutása

### Klubcsapatokban
Bjarnason az izlandi Þróttur akadémiáján nevelkedett, a felnőtt csapatban 2012-ben lépett először pályára. 2013 és 2015 között a Fram labdarúgója volt, mellyel 2013-ban izlandi kupagyőztes lett. 2015 és 2017 között az ÍBV játékosaként harmincnyolc élvonalbeli mérkőzésen hét gólt szerzett. 2017 és 2019 a Breiðablik labdarúgója volt. 2019. július 8-án szerződött az Újpest FC labdarúgócsapatába és a 8-as mezszámot választotta. 2021 február elején a svéd Sirius csapata szerződtette.

### A válogatottban
2014 márciusában két alkalommal pályára lépett az izlandi U21-es válogatottban Svédország ellen.

#### Mérkőzései az izlandi válogatottban
| #  | Dátum            | Ellenfél   | Eredmény | Kiírás              | Esemény |
| -- | ---------------- | ---------- | -------- | ------------------- | ------- |
| 1. | 2023. január 12. | Svédország | 1 – 2    | barátságos mérkőzés | 70'     |

## Sikerei, díjai
Knattspyrnufélagið Fram
- Izlandi kupa: 2013